# Legit (US-amerikanische Fernsehserie)
Legit ist eine US-amerikanische Comedy-Fernsehserie, die am 17. Januar 2013 ihre Premiere beim Sender FX Network feierte. Nach Abschluss ihrer ersten Staffel wurde sie zum Schwestersender FXX verlegt, auf welchem sie bei Ausstrahlung von Staffel 2 jedoch nur unzureichende Quoten erreichte, weshalb die Serie nach 2 Staffeln mit insgesamt 26 Folgen abgesetzt wurde.

## Besetzung
Die deutsche Synchronisation wurde bei der EuroSync nach Dialogbüchern und unter der Dialogregie von Bianca Krahl erstellt.
| Rolle         | Schauspieler      | Synchronsprecher |
| ------------- | ----------------- | ---------------- |
| Jim Jefferies | Jim Jefferies     | Till Endemann    |
| Steve Nugent  | Dan Bakkedahl     | Uwe Büschken     |
| Billy Nugent  | DJ Qualls         | Asad Schwarz     |
| Janice Nugent | Mindy Sterling    | Liane Rudolph    |
| Ramona        | Sonya Eddy        | Martina Treger   |
| Rodney        | Nick Daley        | Olaf Reichmann   |
| Walter Nugent | John Ratzenberger | Roland Hemmo     |

## Episodenliste

### Staffel 1
| Nummer (gesamt) | Nummer (Staffel) | Originaltitel | Erstausstrahlung USA (FX Network) | Deutscher Titel        | Deutsche Erstausstrahlung (ProSieben Fun) | Regie          | Drehbuch                                      |
| --------------- | ---------------- | ------------- | --------------------------------- | ---------------------- | ----------------------------------------- | -------------- | --------------------------------------------- |
| 1               | 1                | Pilot         | 17. Januar 2013                   | Endlich Sex            | 2. Oktober 2014                           | Peter O'Fallon | Peter O'Fallon, Jim Jefferies                 |
| 2               | 2                | Dreams        | 24. Januar 2013                   | Ein Traum zuviel       | 9. Oktober 2014                           | Peter O'Fallon | Peter O'Fallon, Jim Jefferies, Rick Cleveland |
| 3               | 3                | Love          | 31. Januar 2013                   | Die große Liebe        | 16. Oktober 2014                          | Peter O'Fallon | Peter O'Fallon, Jim Jefferies, Rick Cleveland |
| 4               | 4                | Anger         | 7. Februar 2013                   | Jeder auf seinen Platz | 23. Oktober 2014                          | Peter O'Fallon | Peter O'Fallon, Jim Jefferies, Rick Cleveland |
| 5               | 5                | Justice       | 14. Februar 2013                  | Der wahre Held         | 30. Oktober 2014                          | Peter O'Fallon | Peter O'Fallon, Jim Jefferies, Rick Cleveland |
| 6               | 6                | Family        | 21. Februar 2013                  | Familie                | 6. November 2014                          | Peter O'Fallon | Peter O'Fallon, Jim Jefferies, Rick Cleveland |
| 7               | 7                | Health        | 28. Februar 2013                  | Fitness                | 13. November 2014                         | Peter O'Fallon | Peter O'Fallon, Jim Jefferies, Rick Cleveland |
| 8               | 8                | Hoarders      | 7. März 2013                      | Das Messie-Haus        | 20. November 2014                         | Peter O'Fallon | Peter O'Fallon, Jim Jefferies, Rick Cleveland |
| 9               | 9                | Bag Lady      | 14. März 2013                     | Hey, L.A.              | 27. November 2014                         | Peter O'Fallon | Peter O'Fallon, Jim Jefferies, Rick Cleveland |
| 10              | 10               | Cuckoo’s Nest | 21. März 2013                     | Der Eierlauf           | 4. Dezember 2014                          | Peter O'Fallon | Peter O'Fallon, Jim Jefferies, Rick Cleveland |
| 11              | 11               | Hat Hair      | 28. März 2013                     | Erste Reihe            | 11. Dezember 2014                         | Peter O'Fallon | Peter O'Fallon, Jim Jefferies, Rick Cleveland |
| 12              | 12               | Misunderstood | 4. April 2013                     | Das Missverständnis    | 18. Dezember 2014                         | Peter O'Fallon | Peter O'Fallon, Jim Jefferies, Rick Cleveland |
| 13              | 13               | Fatherhood    | 11. April 2013                    | Das Kuckucksei         | 25. Dezember 2014                         | Peter O'Fallon | Peter O'Fallon, Jim Jefferies, Rick Cleveland |

### Staffel 2
| Nummer (gesamt) | Nummer (Staffel) | Originaltitel | Erstausstrahlung USA (FX Network) | Deutscher Titel           | Deutsche Erstausstrahlung (ProSieben Fun) | Regie          | Drehbuch                                  |
| --------------- | ---------------- | ------------- | --------------------------------- | ------------------------- | ----------------------------------------- | -------------- | ----------------------------------------- |
| 14              | 1                | Loveline      | 26. Februar 2014                  | Die Anonymen Sexsüchtigen | 28. Oktober 2015                          | Peter O'Fallon | Peter O'Fallon, Jim Jefferies, Chris Case |
| 15              | 2                | Death         | 5. März 2014                      | Therapie mit Folgen       | 28. Oktober 2015                          | Peter O'Fallon | Peter O'Fallon, Jim Jefferies, Chris Case |
| 16              | 3                | Racist        | 12. März 2014                     | Lektion fürs Leben        | 4. November 2015                          | Peter O'Fallon | Peter O'Fallon, Jim Jefferies, Chris Case |
| 17              | 4                | Reunion       | 19. März 2014                     | Das Klassentreffen        | 4. November 2015                          | Peter O'Fallon | Peter O'Fallon, Jim Jefferies, Chris Case |
| 18              | 5                | Checkmate     | 26. März 2014                     | Schachmatt                | 11. November 2015                         | Peter O'Fallon | Peter O'Fallon, Jim Jefferies, Chris Case |
| 19              | 6                | Rub & Slide   | 2. April 2014                     | Rubbeln & Rutschen        | 11. November 2015                         | Peter O'Fallon | Peter O'Fallon, Jim Jefferies, Chris Case |
| 20              | 7                | Afghanistan   | 9. April 2014                     | Afghanistan               | 18. November 2015                         | Peter O'Fallon | Peter O'Fallon, Jim Jefferies, Chris Case |
| 21              | 8                | Homeless      | 16. April 2014                    | Obdachlos                 | 18. November 2015                         | Peter O'Fallon | Peter O'Fallon, Jim Jefferies, Chris Case |
| 22              | 9                | Licked        | 23. April 2014                    | Frauen an der Macht       | 25. November 2015                         | Peter O'Fallon | Peter O'Fallon, Jim Jefferies, Chris Case |
| 23              | 10               | Weekend       | 30. April 2014                    | Ein Drink zu viel         | 25. November 2015                         | Peter O'Fallon | Peter O'Fallon, Jim Jefferies, Chris Case |
| 24              | 11               | Intervention  | 7. Mai 2014                       | Die Intervention          | 2. Dezember 2015                          | Peter O'Fallon | Peter O'Fallon, Jim Jefferies, Chris Case |
| 25              | 12               | Sober         | 14. Mai 2014                      | Immer schön nüchtern      | 2. Dezember 2015                          | Peter O'Fallon | Peter O'Fallon, Jim Jefferies, Chris Case |
| 26              | 13               | Honesty       | 14. Mai 2014                      | Aufrichtigkeit            | 2. Dezember 2015                          | Peter O'Fallon | Peter O'Fallon, Jim Jefferies, Chris Case |